# العلاقات البيروية الماليزية
العلاقات البيروفية الماليزية هي العلاقات الثنائية التي تجمع بين بيرو وماليزيا.

## مقارنة بين البلدين
هذه مقارنة عامة ومرجعية للدولتين:
| وجه المقارنة                                              | بيرو                                   | ماليزيا       |
| --------------------------------------------------------- | -------------------------------------- | ------------- |
| المساحة (كم2)                                             | 1.29 مليون                             | 330.29 ألف    |
| عدد السكان (نسمة)                                         | 32.16 مليون                            | 31.62 مليون   |
| الكثافة السكانية (ن./كم²)                                 | 24.93                                  | 95.73         |
| العاصمة                                                   | ليما                                   | كوالالمبور    |
| اللغة الرسمية                                             | اللغة الإسبانية، اللغة الأيمرية، كتشوا | لغة ماليزية   |
| العملة                                                    | سول بيروفي جديد                        | رينغيت ماليزي |
| الناتج المحلي الإجمالي (بليون دولار)                      | 211.39 مليار                           | 314.50 مليار  |
| الناتج المحلي الإجمالي (تعادل القوة الشرائية) بليون دولار | 393.13 مليار                           | 817.43 مليار  |
| الناتج المحلي الإجمالي الاسمي للفرد دولار أمريكي          | 6.03 ألف                               | 9.77 ألف      |
| الناتج المحلي الإجمالي للفرد دولار أمريكي                 | 11.99 ألف                              | 25.64 ألف     |
| مؤشر التنمية البشرية                                      | 0.740                                  | 0.779         |
| رمز المكالمات الدولي                                      | +51                                    | +60           |
| رمز الإنترنت                                              | .pe                                    | .my           |
| المنطقة الزمنية                                           | توقيت بيرو، 00                         | ت ع م+08:00   |

## منظمات دولية مشتركة
يشترك البلدان في عضوية مجموعة من المنظمات الدولية، منها:
| علم المنظمة | اسم المنظمة                                      | تاريخ انضمام بيرو | تاريخ انضمام ماليزيا |
| ----------- | ------------------------------------------------ | ----------------- | -------------------- |
|             | مؤسسة التنمية الدولية                            | 30 أغسطس 1961     | 24 سبتمبر 1960       |
|             | يونسكو                                           | 21 نوفمبر 1946    | 16 يونيو 1958        |
|             | وكالة ضمان الاستثمار متعدد الأطراف               | 2 ديسمبر 1991     | 6 ديسمبر 1991        |
|             | الأمم المتحدة                                    | 31 أكتوبر 1945    | 17 سبتمبر 1957       |
|             | الفريق المعني برصد الأرض                         | ?                 | ?                    |
|             | الاتحاد البريدي العالمي                          | ?                 | ?                    |
|             | البنك الدولي للإنشاء والتعمير                    | 31 ديسمبر 1945    | 7 مارس 1958          |
|             | المنظمة الهيدروغرافية الدولية                    | ?                 | ?                    |
|             | الاتحاد الدولي للاتصالات                         | 12 يوليو 1915     | 3 فبراير 1958        |
|             | منظمة حظر الأسلحة الكيميائية                     | ?                 | ?                    |
|             | مؤسسة التمويل الدولية                            | 20 يوليو 1956     | 20 مارس 1958         |
|             | المركز الدولي لتسوية المنازعات الاستشارية        | 8 سبتمبر 1993     | 14 أكتوبر 1966       |
|             | منظمة التجارة العالمية                           | ?                 | ?                    |
|             | منتدى التعاون الاقتصادي لدول آسيا والمحيط الهادئ | 14 نوفمبر 1998    | 6 نوفمبر 1989        |
|             | منظمة الشرطة الجنائية الدولية                    | ?                 | ?                    |

## وصلات خارجية
- موقع وزارة الخارجية البيروفية
- موقع وزارة الخارجية الماليزية